# Frais d'hospitalisation
Les frais d'hospitalisation représentent l'ensemble des dépenses liées à une hospitalisation.
Ils représentent en 2021 51,8% des dépenses de santé, soit 117 millions d'€.
En France, ils se décomposent de la façon suivante :
1. Dans un hôpital public ou une clinique privée conventionnée, les frais médicaux forfaitaires sont remboursés à 80 % par l'assurance maladie les 30 premiers jours, puis à 100% après. Les 20 % restants sont à la charge du patient, sauf très nombreux cas de prise en charge à 100% par l'assurance maladie, et sont obligatoirement remboursés par les assurances complémentaires et mutuelles responsables. Ce forfait vaut , par exemple, entre 1500€ et 3000€ à l'AP-HP, en fonction de  la spécialité[3].
2. Les dépassements d'honoraire, principalement dans les cliniques privées (chirurgiens et anesthésistes principalement), remboursés par certaines complémentaires santé.
3. Le forfait journalier hospitalier, actuellement de 20 € par jour, obligatoirement remboursé par les assurances complémentaires et mutuelles responsables
4. La chambre individuelle remboursée par certaines mutuelles. Elle n'est pas payante si elle est obligatoire comme en soins intensifs, par exemple.
5. Les services optionnels tels que télévision, , etc. Ils sont remboursés par certaines mutuelles

En pratique, la plupart des assurés sociaux disposant d'une mutuelle ne payent ni les frais d'hospitalisation qui sont les plus coûteux, ni le forfait journalier de 20 €. Il reste à leur charge la chambre individuelle, quand elle n'est pas obligatoire , et la télévision.
Pour les assurés sociaux qui ne disposent pas de mutuelle, il reste à leur charge notamment le ticket modérateur de 20 % sur le forfait hospitalier et le forfait journalier de 20 € qui n'est pas pris en charge par la Sécurité Sociale, sauf exception (régime d'Alsace-Moselle, bénéficiaire de la Complémentaire santé solidaire ou de l'aide médicale d'État, etc...). 
Les frais médicaux forfaitaires coutent quelques milliers d'euros par jour et sont fonction de la spécialité (soins intensifs, chirurgie cardiaque). Les 20 % restant à charge peuvent donc représenter plusieurs centaines d'euros par jour pendant les 30 premiers jours d'hospitalisation. Ces frais couvrent l’ensemble des soins médicaux et infirmiers, les médicaments, les analyses biologiques et l’imagerie médicale nécessaire (radio, IRM, Doppler, échographie, , etc.)
En tout état de cause, le patient « a droit à une information sur les frais auxquels elle pourrait être exposée à l'occasion d'activités de prévention, de diagnostic et de soins et, le cas échéant, sur les conditions de leur prise en charge et de dispense d'avance des frais » selon l'article L1111-3 du code de la santé publique.
En réalité, ils sont pris en charge à 100 % par la Sécurité sociale à partir du 31e jour, et il existe de très nombreux cas de prise en charge des frais médicaux forfaitaires hospitaliers à 100 % par la Sécurité sociale.

## Exonération des 20% de ticket modérateur sur les frais médicaux hospitaliser
Il existe de nombreux cas d'exonération du ticket modérateur de 20 % qui sont prévus par les articles L160-14 et R322-8 du code de la sécurité sociale. C'est-à-dire que la sécurité sociale prend en charge 100 % des frais médicaux hospitaliers dans les cas suivants :
1. vous êtes hospitalisé(e) pour un acte thérapeutique ou diagnostique d'un coefficient supérieur ou égal à 60, ou d'un tarif égal ou supérieur à 120 €[7] (mesure instaurée par le décret n° 2011-201 du 21 février 2011, applicable depuis le 1er mars 2011) ;
2. vous êtes hospitalisé(e) plus de trente jours consécutifs (votre prise en charge à 100 % débute alors le trente et unième jour) ;
3. vous êtes enceinte et devez être hospitalisée pendant les quatre derniers mois de votre grossesse, pour votre accouchement, ou pendant douze jours après ;
4. pour votre nouveau-né, s'il est hospitalisé dans les trente jours suivant sa naissance ;
5. vous êtes hospitalisé(e) en raison d'un accident du travail ou d'une maladie professionnelle ;
6. vous êtes hospitalisé(e) en raison d'une Affection de longue durée ;
7. pour votre enfant mineur, s'il est hospitalisé à la suite de sévices sexuels ;
8. vous percevez une rente pour un accident du travail (avec un taux d'incapacité égal ou supérieur à 66,66 %). Vos ayants droit bénéficient eux aussi de cette prise en charge à 100 % ;
9. vous êtes titulaire d'une pension d'invalidité, d'une pension de veuf ou veuve invalide, d'une pension vieillesse qui a remplacé votre pension d'invalidité, ou d'une pension militaire ;
10. vous dépendez du régime d'Alsace-Moselle ;
11. vous bénéficiez de la CMU complémentaire ou de l'aide médicale de l'État ;
12. vous êtes victime d'un acte de terrorisme et bénéficiez d'une prise en charge intégrale pour les soins en rapport avec cet évènement dès lors que vous possédez une attestation en cours de validité.